# Consell d'Eivissa i Formentera 1987-1991
El Consell d'Eivissa i Formentera 1987-1991 fou el que és formà a la segona legislatura de les Illes Balears després de les eleccions de 10 de juny de 1987 del Consell Insular d'Eivissa i Formentera

## Resultats electorals

### Eivissa
| ←Eleccions de 1983 Eleccions al Parlament de les Illes Balears (resultats a Eivissa) →Eleccions de 1991 |        |       |        |      |
| Circumscripció d'Eivissa (12 escons)                                                                    |        |       |        |      |
| Partit                                                                                                  | Vots   | %     | Escons | Dif. |
| Aliança Popular - Partit Liberal (AP-PL)                                                                | 14.160 | 53,42 | 7      | +1   |
| Partit Socialista Obrer Espanyol (FSB-PSOE)                                                             | 9.196  | 34,69 | 4      | -1   |
| Centre Democràtic i Social (CDS)                                                                        | 2.054  | 7,75  | 1      | +1   |
| Esquerra Unida-Izquierda Unida (EU-IU)                                                                  | 876    | 3,30  |        |      |

A part, es varen recomptar 220 vots en blanc, que suposaven el 0,83% del total dels sufragis vàlids.

### Formentera
| Eleccions al Parlament de les Illes Balears (resultats a Formentera) →Eleccions de 1991 |       |       |        |      |
| Circumscripció de Formentera (1 escó)                                                   |       |       |        |      |
| Partit                                                                                  | Vots  | %     | Escons | Dif. |
| Partit Socialista de les Illes Balears (FSB-PSOE)                                       | 1.096 | 45,46 | 1      | +1   |
| Aliança Popular - Partit Liberal (AP-PL)                                                | 959   | 39,78 |        |      |
| Centre Democràtic i Social (CDS)                                                        | 337   | 13,98 |        |      |

A part, es varen recomptar 19 vots en blanc, que suposaven el 0,79% del total dels sufragis vàlids.

### Consellers electes
- Antoni Costa Costa (PSIB-PSOE) (renúncia dia 7 de novembre de 1989)
  - Substituït per Josep Maria Costa Serra (9 de novembre de 1989)
- Pere Guasch Guasch (AP‐PL)
- Paula Guillem Ripoll (PSIB-PSOE)
- César Hernández Soto (PSIB-PSOE) (renúncia dia 20 d'abril de 1988)
  - Substituït per Neus Bonet Ribas (27 d'abril de 1988)
- Ildefons Juan Marí (PSIB-PSOE)
- Antoni Marí Calbet (AP‐PL)
- Antoni Marí Ferrer (AP‐PL)
- Pere Palau Torres (AP‐PL)
- Bartomeu Planells Planells (AP‐PL)
- Vicent Serra Ferrer (AP‐PL)
- Andreu Tuells Juan (CDS)
- Josep Tur Serra (AP-PL)
- Isidor Torres Cardona (PSIB-PSOE) (renúncia dia 5 d'octubre de 1989)
  - substituït per Encarnació Magaña Alapont (18 d'octubre de 1989)

## Consell Executiu
El Consell Executiu del Consell Insular d'Eivissa i Formentera és un òrgan col·legiat del govern insular integrat pel president del Consell, els vicepresidents i tots els consellers i les conselleres executives al qual correspon l'exercici de la funció executiva en relació amb les competències del Consell Insular, sens perjudici de les atribucions conferides a altres òrgans de govern.
Els departaments del Consell Insular d'Eivissa i Formentera són els òrgans en què s'organitza la institució i que es corresponen amb els diferents sectors de la seva activitat administrativa. Cada departament està dirigit per un conseller executiu o una consellera executiva, a qui corresponen les seves funcions respectives.
El 28 de juliol de 1987, el president Antoni Marí Calbet nombra el seu primer organigrama.
| President: Antoni Marí Calbet (Aliança Popular) |

| Departament                            | Titulars                                     | Titulars                                     |
| -------------------------------------- | -------------------------------------------- | -------------------------------------------- |
| Departament                            | 28 de juliol de 1987                         |                                              |
| Vicepresident primer                   | Bartomeu Planells Planells (Aliança Popular) | Bartomeu Planells Planells (Aliança Popular) |
| Vicepresident segon                    | Pere Palau Torres (Aliança Popular)          | Pere Palau Torres (Aliança Popular)          |
| Economia i Hisenda, Comerç i Indústria | Bartomeu Planells Planells                   |                                              |
| Turisme                                | Pere Palau Torres                            |                                              |
| Sanitat i Benestar Social              | Vicent Serra Ferrer                          |                                              |
| Cultura, Esports i Joventut            | Antoni Marí Ferrer                           |                                              |